# William Morris Bioff
William Morris „Willie“ Bioff alias William Nelson (* 12. Oktober 1900 im Russischen Kaiserreich; † 4. November 1955 in Phoenix (Arizona)) war ein US-amerikanischer Mobster, welcher der Kosher Nostra zugerechnet wird.
Er agierte als Gewerkschaftsführer bei der Unterwanderung der Filmindustrie von Hollywood in den 1920er bis 1940er Jahren.

## Leben

### Kriminelle Karriere
Bioff wuchs in einem gläubigen jüdischen Haushalt in Chicago auf, aber sein Vater setzte ihn im Alter von acht Jahren auf die Straße.
Unter Umständen wurde er Mitglied der Forty-Two Gang; zumindest hatte er Kontakt zu den Battaglia-Brüdern Augie, Paul, Frank und Sam Battaglia. Seine kriminelle Karriere vom einfachen Dieb ging bis hin zum Zuhälter und führte ihn in einen Bezirk von Chicago, der als Levee bezeichnet wurde. Das Viertel war als Rotlichtviertel bekannt und stand schon früh unter Kontrolle des Chicago Outfit; spätestens aber seit 1915 als Boss Jim Colosimo drei Bordelle im Stadtviertel übernahm.
Bioffs Spezialität war offenbar das Ausnehmen jüdischer Schlachter, die koscher schlachteten. Bioff wurde Partner von George Brown, einem örtlichen Gewerkschaftsoffiziellen der International Alliance of Theatrical Stage Employees (IATSE).
Als Forty-Two-Gang-Bandenchef Paul Battaglia am 24. Januar 1934 seine erste Haftstrafe antreten musste, war auch u. a. Bioff dabei.
Mitgliedschaft hin oder her; viele Mitglieder der Forty-Two-Gang wurden spätere führende Mobster im Chicago Outfit; Bioff kam in Kontakt mit Jake Guzik und dessen Bruder Harry; beide waren Assoziierte des Chicago Outfit, konnten aber auf Grund der nicht-italienischen Herkunft – wie Bioff – nie Vollmitglieder in den grundsätzlich rein italienischen Clans der La Cosa Nostra werden; also auch nicht im Outfit.
Trotzdem lernte Bioff auch Gangstergrößen wie Al Capone und (später) Frank Nitti kennen. In den 1930er Jahren – nach Verbüßung seiner Haftstrafe –  ging Bioff nach Kalifornien. Vermutlich wurde er von Frank Nitti entsendet, um als „enforcer“ (am: Durchsetzer) mit George Brown zusammenzuarbeiten.

### Hollywood
Die Ausdehnung des Outfit nach Westen war dem Umstand geschuldet, neue Einnahmequellen insbesondere nach dem abzusehenden Ende der Prohibition in den Vereinigten Staaten zu erschließen, welche dann tatsächlich 1933 aufgehoben wurde. Bereits zum Ende der 1920er Jahre hatte das Outfit erhebliches Interesse am Unterhaltungssektor entwickelt und plante dessen möglichst gewinnbringende Ausbeutung.
Erste Bestrebungen gab es bereits durch Tommy Maloy, der 1920 in Chicago die Motion Picture Machine Operators’ Union übernahm und in der Folgezeit mit Al Capone und George Moran zusammenarbeitete. Das große Interesse wurde bei Nitti erst geweckt, als sich das kommerzielle Potential von Soundtracks entfaltete. Maloy begann nun auch für das neue Chicagoer Oberhaupt von Bedeutung zu werden, da er Kontrolle über die Filmvorführer-Gewerkschaft in der Stadt besaß.
Brown und Bioff hatten es über Erpressung geschafft Barney Balaban (und indirekt Sam Katz) auszunehmen. Dazu drohten sie deren Kinokette Balaban & Katz Theaters mit dem Streik der Gewerkschaft. Anfangs weigerte sich Balaban auf diese Androhungen einzugehen, nachdem er jedoch davon überzeugt wurde, dass die Gelder in eine Kasse für arbeitslose Gewerkschafter sowie für Suppenküchen gehen sollten, zahlte er 20.000 US-Dollar.
In Wirklichkeit waren diese Suppenküchen und „Spendenkassen“ jedoch nur Tarnorganisationen zwecks Geldwäsche und das Geld gelangte anschließend in die Hände von Bioff und Brown.
Nitti wollte aus der Sache aber etwas größeres machen; erstes Ziel war es die Kontrolle über die International Alliance of Theatrical Stage Employees (IATSE) zu erringen. Dazu sollte Brown zum neuen Präsidenten gewählt werden, während Bioff als sein Vollstrecker arbeiten sollte.
Die effektive Kontrolle sollte dabei das Outfit behalten, die beiden Handlanger sich nur um die alltägliche Ausübung ihrer Aufgaben (inklusive des Eintreibens der Gelder) kümmern. Anfangs lag die Konzentration darauf, den Unterhaltungssektor in Chicago weiter auszunehmen, dies war aber nur der Auftakt für die größere Aktion in Hollywood.
Im Juni 1934 wurde George Brown bei einer IATSE-Versammlung in Louisville, Kentucky zum neuen Präsidenten der Gewerkschaft gewählt. Sofort begannen Brown und Bioff damit, verschiedene Gewerkschaftsmitglieder und Studio-Gewerkschaften dazu zu bewegen mit der IATSE zusammenzuarbeiten.
Schon bald darauf begannen die Operationen in Los Angeles mit der gewohnten Taktik Geld von den großen Studios wie Paramount, 20th Century Fox, RKO Studios etc. zu erpressen. Zusätzlich wurde 1936 eine Sonderabgabe auf die Gehälter der Gewerkschafter erhoben, die angeblich für eine Gewerkschaftsverteidigungskasse verwendet werden sollten.
Durch diese Methoden gelang es dem Outfit über Jahre hinweg mehrere Millionen US-Dollar an Profit zu erzielen, Geldsummen, die niemals versteuert wurden. Weitere Personen, die eine besondere Rolle in Hollywood für das Outfit spielten waren John Roselli und Fred Evans. Während Evans als Experte der Geldwäsche der erpressten Beträge galt, hatte Roselli die Aufgabe, Aufsicht über die Aktionen von Bioff in Los Angeles zu führen. Bioff wurde aufgrund seines starken Alkoholkonsums und seiner damit verbundenen Redseligkeit für ein Sicherheitsrisiko gehalten, das konstante Überwachung erforderte. Eine ähnliche Rolle für Brown, der sich hauptsächlich in Washington, D.C. und New York City aufhielt, nahm Nick Circella ein.
Im Laufe der Zeit änderte sich selbst die Wahrnehmung dieser Erpressungen bei den Studiochefs. Sie entwickelte sich immer mehr zu einer Art Bestechung von Brown und Bioff, damit diese die Forderungen der Gewerkschaft möglichst gering hielten. Dies ermöglichte den Filmstudios eine rigorose Politik gegenüber schwachen Gewerkschaften und ersparte ihnen Millionen an „Unkosten“ durch Verhindern von Gehaltserhöhungen.
Zusätzlich erreichte Bioff ein geheimes Abkommen mit Joseph Schenck, der ihn in die Position eines Handelsvertreters zwischen Hollywood und DuPont Chemicals bei der Beschaffung des Rohfilmmaterial brachte. Bioff ging auf das Angebot einer 7-%-Beteiligung unter der Maßgabe ein, dass das jährliche Einkommen daraus mehr als 50.000 US-Dollar betragen müsste. Außerdem sollten weder Brown beteiligt noch dieser und Nitti darüber unterrichtet werden.

### Niedergang
Die Screen Actors Guild (SAG) – 1933 in Los Angeles gegründet – erreichte es im Mai 1937, offiziell anerkannt zu werden, nachdem ein groß angelegter Streik der Schauspieler in Hollywood durchgeführt worden war und sie ebenso Unterstützung durch die IATSE erhalten hatte.
Trotz dieser Hilfe erreichte das Outfit es jedoch in den folgenden Jahren nicht, diese Gewerkschaft – sowie weitere Organisationen wie die Associated Actors and Artists of America – zu unterwandern und die Kontrolle zu übernehmen.
Bereits 1938 hatte Nitti von Bioff gefordert, dass er offiziell von seinem Posten zurücktreten solle, da er angreifbar geworden war. Ähnliches wurde ein Jahr später von Nick Circella gefordert. Beide blieben jedoch weiterhin (intern) auf der Gehaltsliste. Ursache für Nittis Forderungen waren die Nachforschungen des Schauspielers Robert Montgomery, welcher 1938 Präsident der SAG war und durch eigene Informanten herausgefunden hatte, dass Bioff durch Joseph Schenck bestochen worden war. Er setzte einen ehemaligen FBI-Agenten darauf an, private Ermittlungen durchzuführen, woraufhin bald Beweise in Form von Schecks entdeckt wurden. Ein Scheck über 100.000 US-Dollar wurde daraufhin an die Steuerbehörde weitergeleitet, die mit einer offiziellen Untersuchung begann.
Schenck musste vor einem Gericht aussagen, bei dem er die Taktiken des Outfits ausführlich offenlegte. Das Resultat dieser Aussagen war, dass er nur für ein Jahr ins Gefängnis musste, ehe er seine Aufgaben in Hollywood wieder übernehmen konnte. Das Outfit verlor aber zunehmend die Kontrolle.
In den 1930er Jahren wurden die Machenschaften von Bioff, Brown und anderen Beteiligten langsam öffentlich publik, da die Zeitungen eine Kampagne gegen diese Vorgänge begonnen hatten. Insbesondere der als konservativ geltende Reporter Westbrook Pegler versuchte die Hintergründe zu erleuchten.
Dieser war im November 1939 auf Unterlagen über Bioffs verbrecherische Vergangenheit in Chicago gestoßen und setzte nun eigenständige Untersuchungen fort, warum dieser sich nun in der Gesellschaft von Hollywood-Größen aufhalten konnte. Robert Montgomery unterstützte den Reporter zusätzlich mit seinen Untersuchungsergebnissen.
Bereits früh im Jahr 1940 wurde Bioff wegen einer ausstehenden Verurteilung aus dem Jahr 1922 inhaftiert und direkt nach seiner Entlassung ein Jahr später wurde Bioff zusammen mit Browne und Circella wegen Erpressung angeklagt. Die unterschiedlichen Vergehen reichten von Steuerhinterziehung bis zur Erpressung und standen alle in Zusammenhang mit der Ausbeutung der Filmindustrie.
Dass nach Schenck weitere Personen reden würden, wollte das Outfit offenbar nicht zulassen. So wurde im Februar 1943 Estelle Carey – die Freundin von Nick Circella – auf drastische Weise ermordet, da von ihr angenommen wurde, sie sei in die Ermittlungen gegen das Outfit bezüglich der Unterwanderung der Studios in Hollywood verwickelt. Offenbar wurde sie an einen Stuhl gefesselt, zu Tode geprügelt und anschließend verbrannt.
Während sich Circella daraufhin selbst für schuldig erklärte, entschlossen sich Brown und Bioff anders. Angesichts der Aussicht eine langjährige Haftstrafe verbüßen zu müssen, wurde Bioff zum Kronzeugen bzw.  – wie die italienischen Mafiosi es nennen – Pentito; d. h., er sagte gegen Mafiagrößen wie Paul Ricca, Philip D’Andrea, Charles Gioe, John Roselli, Lou Kaufman und Frank Nitti aus. Bioff und Brown konnten auf diese Weise ihre Haftstrafen reduzieren; kurz nach den Aussagen von Bioff beging Nitti Selbstmord.
Nach seiner Freilassung ging Bioff nach Arizona und nahm eine neue Identität als „William Nelson“ an, pflegte eine Freundschaft zu Senator Barry Goldwater, den er bei seiner Wiederwahl unterstützte und mit dessen Neffen Bobby er geschäftlich zusammenarbeitete.
Seine alten Kontakte waren aber nicht völlig verschwunden: Bioff arbeitete für Gus Greenbaum, dem damaligen Manger des Riviera Kasinos in Las Vegas.
Am 4. November 1955 wurde Bioff vor seinem Haus in 1250 East Bethany von Phoenix (Arizona) (Maricopa County) Opfer einer Autobombe, welche in seinem Auto angebracht und durch den Starter gezündet worden war.
Die Tat war Thema auf Seite 1 der The New York Times am Folgetag; die Täter wurden nie ermittelt. Bioff wurde auf dem Friedhof Beth Israel Cemetery der Stadt beigesetzt.